# دونالد برازويل
دونالد برازويل الثاني (بالإنجليزية: Donald Braswell II)‏ (مواليد 22 فبراير، 1963), وهو ممثل أميركي، مغني تينور ومؤلف موسيقي لموسيقى الكروس أوفر الكلاسيكية. وكان برازويل يمضي بسرعة ليصبح مغني أوبرا دوليا وشهيرا عندما تعرض لحادث سيارة في عام 1995 والذي جعله غير قادر على التحدث لمدة عامين تقريبا. بعد ذلك، عاش حياته هادئة خارج الأضواء حتى ظهوره موسم 2008 من برنامج أميركاز غوت تالنت حيث كان بين الخمسة الأوائل، والذي أعطاه هذا فرصة في مهنة الترفيه. مما أعطاه فرصة أخرى في مهنة له التسلية. ومنذ ذلك الحين، فانه قد أمتع الجماهير سواء على الصعيد الدولي وكذلك من الشاطئ إلى الشاطئ في الولايات المتحدة، سواء في الحفلات أو برامج التلفزيون أو الراديو. ونادي معجبيه يضم مشجعين من أكثر من 25 بلدا.
دخل برازول عالم الموسيقى الموسيقية مجددا بالغناء في حفلات البوب بدءا من سيمفونية التلال في کرفیل، تكساس في يونيو عام 2009. وهو يغني مجموعة متنوعة من أنواع الموسيقى الكلاسيكية البحتة بدءا من الموسيقى الروحية إلى البوب العادي. وهو يقابل الناس من ثقافات عديدة بالغناء بمختلف اللغات خارج اللغة الإنكليزية، من بينها اللغة الإسبانية، والإيطالية، والفرنسية والروسية. وقال أن الحفلات عادة واللغات، وحفلاته في العادة بأكثر من لغة. وبعض هذه تشمل: الأغنية ذات اللغتين لماريو فرانکولیس «الليالي في الستان الأبيض» (عنوانها الإيطاليي هو "Notte di luce")، التي كانت في الأصل أغنية مودي بلوز; وأغنية أندریا بوتشيلی «الدعاء» و«فيفيري» (العنوان الإنكليزي "Dare to Live") وأغانيه الأخرى بغير الإنكليزية تشمل أغنية روزا لأغوستين لارا (بالإسبانية) وماريو فرانکولیس " Vincerò, perderò " (بالإيطالية) والأغنية النابولية «أو سولي ميو».
بعض أغانيه يمكن سماعها عن ألبومه الأخير نقع ونقوم مرة أخرى. سيرة حياته أيضا هي بين الأعمال.

## وصلات خارجية
- دونالد برازويل على موقع IMDb (الإنجليزية)
- دونالد برازويل على موقع ديسكوغز (الإنجليزية)